# Campo volcánico Atakor
 El campo volcánico Atakor ("Atakor" en tuareg significa "parte hinchada, nudo al final de algo"  ) es un campo volcánico en Argelia. Se encuentra en las montañas Hoggar y consta de varias caracterísarias volcánicas, como flujos de lava y alrededor de 450 respiraderos individuales que crean un paisaje espectacular. 
Atakor es uno de los varios grandes campos volcánicos de esta cordillera, que se encuentra en la cima de un levantamiento domal y ha producido erupciones de basalto, traquita y fonolita. El vulcanismo en Atakor tuvo lugar en varias fases diferentes, comenzando hace 20 millones de años y continuando en el Holoceno. Actualmente hay actividad fumarólica. 

## Geografía y geomorfología
El campo se encuentra en el Hoggar y el terreno se aproxima a elevaciones de 3.000 metros (9.800 pies). El suelo tiene una apariencia desértica. El paisaje del campo volcánico se considera espectacular, con las cúpulas de lava y los cuellos volcánicos que se elevan sobre el terreno circundante.
El campo consiste en domos de lava, flujos de lava, maars, conos de escoria y cuellos volcánicos que cubren una superficie de unos 2.500 kilómetros cuadrados (970 millas cuadradas) con un volumen de unos 250 kilómetros cúbicos de roca volcánica. Los basaltos forman una meseta de 400 metros (1.300 pies) de espesor, y profundos desfiladeros conducen al campo volcánico y dividen las Montañas Hoggar en varios segmentos. Los uadis divergen del campo volcánico de Atakor; algunos de ellos llegaron al lago Chad en el pasado, otros continuaron a través del Gran Erg Oriental hacia Chott Melrhir.
Hay unos 450 centros volcánicos recientes, de los cuales unos 400 son cúpulas de lava y 50 pequeños estratovolcanes, estos últimos incluyen muchos conos recientes que van acompañados de corrientes de lava cuya longitud alcanza los 20 kilómetros (12 millas). Entre los volcanes más antiguos de Atakor se encuentran los picos Assekrem y Tahat, el último de los cuales es la cumbre más alta del Hoggar. Algunos de estos volcanes tienen cráteres, incluidos cráteres dobles, y otros están erosionados hasta el punto de que sólo quedan cuellos volcánicos, mientras que los domos de lava incluyen formas que van desde empinados pilares hasta cortas y rechonchas corrientes de lava y son responsables de gran parte del paisaje del campo. Algunos de estos domos y cuellos de lava penetraron en capas basálticas más antiguas. Entre los estratovolcanes se encuentra el cono Oued Temorte, que tiene 300 metros de altura, 800 metros de ancho y ha producido un flujo de lava de más de 10 kilómetros de largo. También produjo  ceniza volcánica, lapilli y escoria.

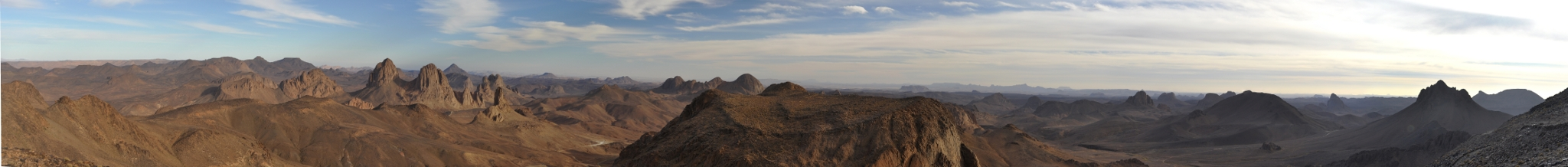

## Geología
Atakor forma parte de un grupo de campos volcánicos del Hoggar alrededor de Tamanrasset que incluyen Adrar N' Ajjer, Eg'ere, Manzaz y Tahalra, y se considera parte de la provincia volcánica de Hoggar que, desde hace 34 millones de años, ha cubierto una superficie de 11.700 kilómetros cuadrados con 1.650 kilómetros cuadrados de rocas volcánicas. Una anomalía de baja velocidad sísmica sustenta el campo volcánico de Atakor en el manto, pero no parece reflejar la existencia de un punto caliente.
El basamento está formado por rocas precámbricas que forman un oleaje de 1 kilómetro de altura conocido como el oleaje de Hoggar, y es además parte del escudo Tuareg neoproterozoico y un metacratón formado durante la orogenia eburneana. El basamento se encuentra en valles profundamente incisos, que en general parecen ser más jóvenes que el vulcanismo de Hoggar. Existen fallas activas en toda la región.
Atakor ha expulsado basaltos, fonolita y traquita, estas dos últimas forman domos de lava. Los basaltos se caracterizan por ser alcalinos y por la basanita y forman alrededor del 80% de todas las rocas volcánicas de Atakor, con menos presencia de benmoreite, hawaiita, mugearita y riolita. Los fenocristales de algunas rocas volcánicas incluyen anfíboles, clinopiroxeno, olivino y circón. Las lavas Taessa de este complejo volcánico tienen una textura porfídica. Se ha pensado clásicamente que las rocas volcánicas se derivan de los deshielos de la pluma del manto. Sin embargo ahora se sostiene ampliamente que el vulcanismo de Hoggar fue el resultado de tensiones entre las placas inducidas por la colisión entre África y Europa durante la Orogenia Alpina que reactivó las zonas de cizallamiento panafricanas causando deslaminación litosférica, afloramiento astenosférico y derretimiento debido a la liberación de presión.

### Historia eruptiva
La actividad volcánica en Atakor ocurrió hace 20-12 millones de años, hace 6,7 - 4,2 millones de años y 1,95 millones de años hasta hoy, y la mayor parte de la actividad volcánica tuvo lugar durante el primer episodio en el Burdigaliano y el Serravalliano. La segunda y tercera fases volcánicas también fueron acompañadas por un sustancial levantamiento del suelo. La fonolita y la traquita hicieron erupción primero y los basaltos después, aunque, contrariamente a lo que se creía inicialmente, los basaltos de inundación son del Terciario más antiguo, y el volcanismo fonolítico-traquita continuó después de la actividad basáltica. Los estratovolcanes con flujos de lava son las manifestaciones más recientes de la actividad en Atakor.
La actividad continuó en el Holoceno, con flujos de lava que cubrieron características del Holoceno como sedimentos lacustres de 10.000 años de antigüedad. La tradición oral tuareg de las "montañas de fuego" parece relatar que los tuaregs observaron erupciones. Las anomalías en el flujo de calor local, las raras fumarolas y la sísmicidad observada son otras pruebas del vulcanismo en curso.

## Clima e historia
Atakor se encuentra dentro de los trópicos (al sur del Trópico de Cáncer) y a gran altura. Las precipitaciones son más comunes que en el desierto circundante y durante el invierno pueden ocurrir en forma de nieve; en Assekrem las precipitaciones anuales son de unos 100-150 milímetros (3,9-5,9 pulgadas). En el pasado, las precipitaciones eran considerablemente más altas que en la actualidad, como en el caso de Villafranquiense y el Paleolítico. El último período húmedo ocurrió durante el Neolítico.
La vegetación de Atakor se subdivide en varios cinturones, un cinturón sudanés bajo a 1.700-1.800 metros de altitud con arbustos y árboles, un cinturón sub-mediterráneo entre 1.800-2.400 metros que incluye el olivo y un cinturón mediterráneo alto que incluye la fémula Clematis. El campo volcánico se utiliza como pasto.